# Жвирка
Жвирка (укр. Жвирка) — посёлок в Сокальской городской общине Шептицкого района Львовской области Украины.

## Географическое положение
Граничит с городом Сокаль. Находится на левом берегу реки Западный Буг.

## История
Основан в 1885 году в ходе строительства железной дороги Сокаль — Рава-Русская.
В марте 1987 года решением исполкома присвоен статус посёлка городского типа
В январе 1989 года численность населения составляла 3528 человек.
В посёлке есть церковь, элеватор, железнодорожная станция Сокаль, агроцентр «Галнефтехим».